# Tanc
Tanc je priimek več znanih Slovencev:
- Anton Tanc (1887—1947), pesnik, pisatelj, prevajalec in publicist